# Abraxas nigropalliata
Abraxas nigropalliata là một loài bướm đêm trong họ Geometridae.